# بنجامين إف. لوغان
بنجامين إف. لوغان (بالإنجليزية: Benjamin F. Logan)‏ هو مهندس وكاتب أغاني أمريكي، ولد في 6 يونيو 1927، وتوفي في 24 أبريل 2015.

## وصلات خارجية
- بنجامين إف. لوغان على موقع IMDb (الإنجليزية)
- بنجامين إف. لوغان على موقع ميوزك برينز (الإنجليزية)